# Jirí Dadák
Jirí Dadák   (Valašské Meziříčí, 7 de març de 1926 - Zlín, 6 de març de 2014) fou un atleta txecoslovac, especialista en el llançament de martell, que va competir a finals de la Segona Guerra Mundial.
El 1952 va prendre part en els Jocs Olímpics d'Estiu de Hèlsinki, on fou quart en la prova del llançament de martell del programa d'atletisme.
En el seu palmarès destaca una medalla de bronze en la prova del llançament de martell al Campionat d'Europa d'atletisme de 1950, rere Sverre Strandli i Teseo Taddia, i el campionat nacional de martell el 1949 i 1951. D'aquesta prova millorà el rècord nacional en tres ocasions.

## Millors marques
- Llançament de martell. 58,54 metre (1955)[6]